# Marco Siesing
Marco Siesing (* 2. September 1977 in Halle (Saale)) ist ein deutscher Politiker (CDU). Er ist seit 2024 Oberbürgermeister von Sinsheim. Zuvor war er von 2015 bis 2024 Bürgermeister von Eschelbronn.

## Leben
Nach dem Abitur absolvierte Siesing eine Ausbildung zum Offizier bei der Bundeswehr in der Fachrichtung Kommunikation und Information. Anschließend nahm er verschiedene Verwendungen und Einsätze wahr. 2007 begann er ein Studium des Public Management an der Hochschule für öffentliche Verwaltung Kehl mit dem Vertiefungsbereich Kommunalpolitik. Er schloss das Studium 2011 mit dem Bachelor ab. 2014 begann er ein berufsbegleitendes Aufbaustudium ebenfalls an der Kehler Hochschule, das er mit dem Master abschloss. Ehrenamtlich engagiert er sich im Kreisverbindungskommando Mannheim als Reserveoffizier im Katastrophenschutz.
Siesing wurde am 19. April 2015 mit 68,7 Prozent der Stimmen zum Bürgermeister von Eschelbronn gewählt. Er trat das Amt am 1. Juli 2015 an. Am 19. März 2023 wurde er mit 94,4 Prozent der Stimmen für eine zweite Amtszeit wiedergewählt.
Seit 2024 ist Siesing für die CDU Mitglied des Kreistags des Rhein-Neckar-Kreises.
Am 7. Juli 2024 wurde Siesing mit 76,7 Prozent der Stimmen zum Oberbürgermeister von Sinsheim gewählt. Er folgte Jörg Albrecht (CDU) nach und trat das Amt am 1. September 2024 an.
Siesing ist verheiratet und hat zwei Kinder.